# Sámuel Márkfi
Sámuel Márkfi (roj. Franc Markoja), madžarski benediktinski duhovnik, bogoslovec filozofije in teologije, ravnatelj univerze in univerzitetni predavatelj, izredni član Madžarske akademije znanosti slovenskega rodu, * 29. marec 1811, Črenšovci; † 2. junij 1861, Pešta (danes Budimpešta).

## Življenje in delo
Rodil se je očetu Francu st. in materi Barbari (roj. Čura). Najprej je obiskoval srednjo šolo v Sombotelu, nato pa v Kőszegu. 16. oktobra 1826 je stopil v benediktinski red, kjer je dobil redovniško ime Sámuel (Samuel). Pomadžaril je tudi svoj priimek.
Leta 1834 je postal doktor filozofije na Univerzi v Pešti, nato l. 1837 doktor teologije na Univerzi na Dunaju. Bogoslovne študije je končal v Pannonhalmi in je bil posvečen v duhovnika 8. marca 1835. Od 1837 do 1846 je učil hebrejščino in grščino ter predmet razlage biblijskih besedil v Pannonhalmi.
Leta 1846 se je prijavil na razpis na Univerzi v Pešti in je pridobil predstojniško čast oddelka biblijske teologije. 1850 je bil tajnik na sestanku madžarskih nadškofov in škofov. Šest let je opravljal tajniško službo pri nadškofu in kardinalu Jánu Scitovszkyju. Od 1856 je bil ravnatelj upokojnih duhovnikov v Pešti, nato od 1857 do 1858 ravnatelj bogoslovnih študijev.
Leta 1860 so ga izvolili za univerzitetnega rektorja. Bil je zagovornik rabe madžarščine na fakulteti. Cesar Franc Jožef I. ga je odlikoval s križem zlate krone. 9. oktobra 1860 je bil izbran med člane Madžarske akademije znanosti, vendar, ker je v naslednjem letu umrl, ni mogel nastopiti v službo.
Pokopan je na pokopališču Fiume. Nagrobni spomenik je ohranjen do danes.
Napisal je mnogo bogoslovnih razprav, člankov in tudi lekcionar v madžarščini. Veliko njegovih del je ohranjeno v rokopisu.